# Madrona Manor

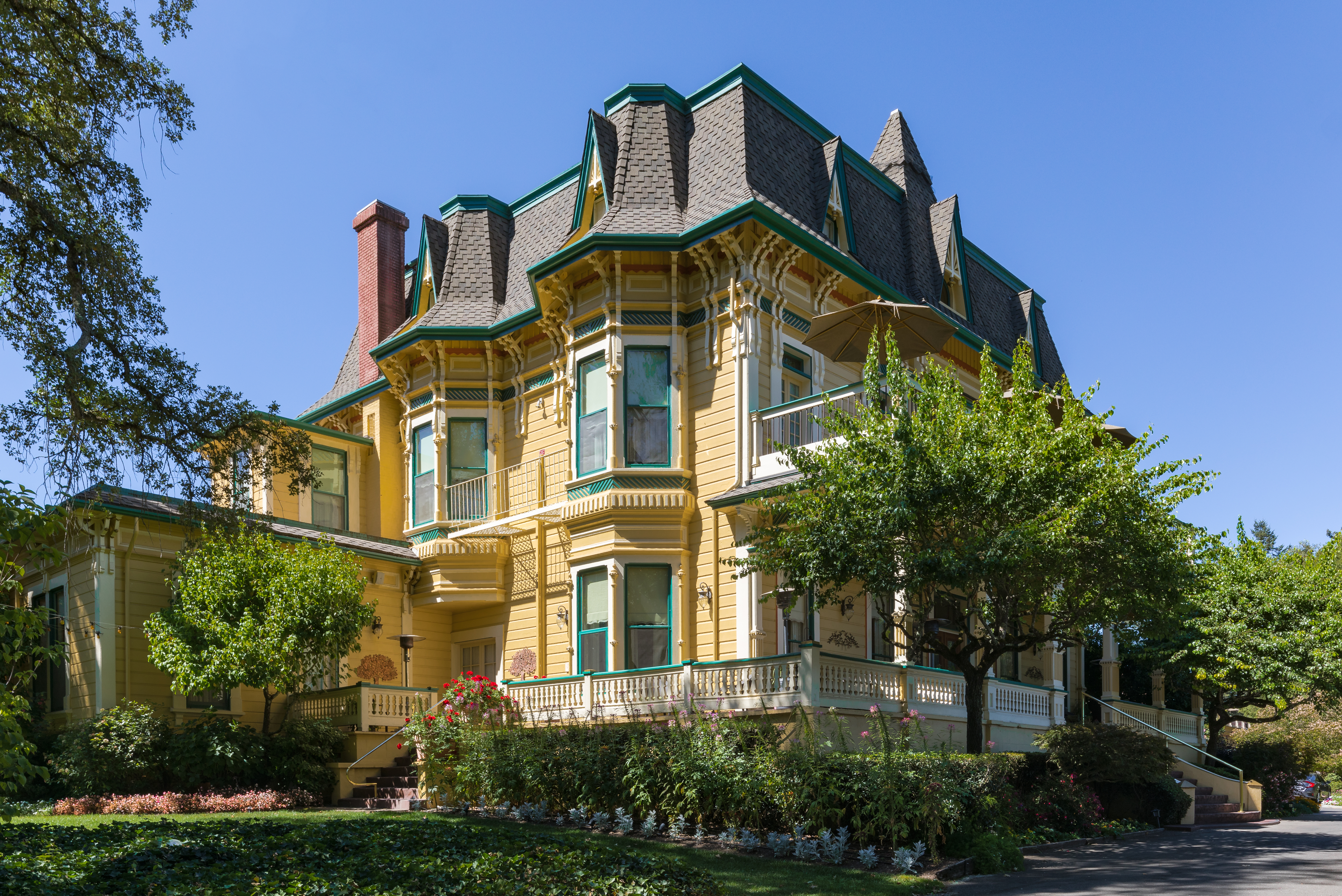
Herrenhaus von Madrona Manor im Jahr 2018

Madrona Manor ist ein aus der zweiten Hälfte des 19. Jahrhunderts stammendes und heute als Bed and Breakfast genutztes Anwesen im kalifornischen Wine Country, unweit der Stadt Healdsburg in Sonoma County. Die Anlage ist ein beliebtes Ausflugsziel und wird häufig für Hochzeiten genutzt. Der Guide Michelin zeichnet das Restaurant seit dem Jahr 2008 durchgängig mit einem Stern aus. Im April 1987 wurde Madrona Manor in das National Register of Historic Places aufgenommen.

## Lage und Name
Madrona Manor liegt an der Westside Road im Weinanbaugebiet Dry Creek Valley AVA nordwestlich von Healdsburg. Die Gebäude sind auf einem kleinen Hügel errichtet, von dem aus man das Tal des kleinen Flusses Dry Creek überblickt. Von San Francisco aus kann Healdsburg über den Highway 101 in rund 1 Stunde 45 Minuten erreicht werden; bis nach Madrona Manor sind es dann noch einmal fünf Minuten.
Der Name lautete ursprünglich Madrona Knolls Rancho und leitet sich zum einen von der Lage auf einem Hügel (engl. knoll) und der lokalen Bezeichnung Madrona für den Amerikanischen Erdbeerbaum (Arbutus menziesii) ab.

## Gebäude, Architektur und Nutzung

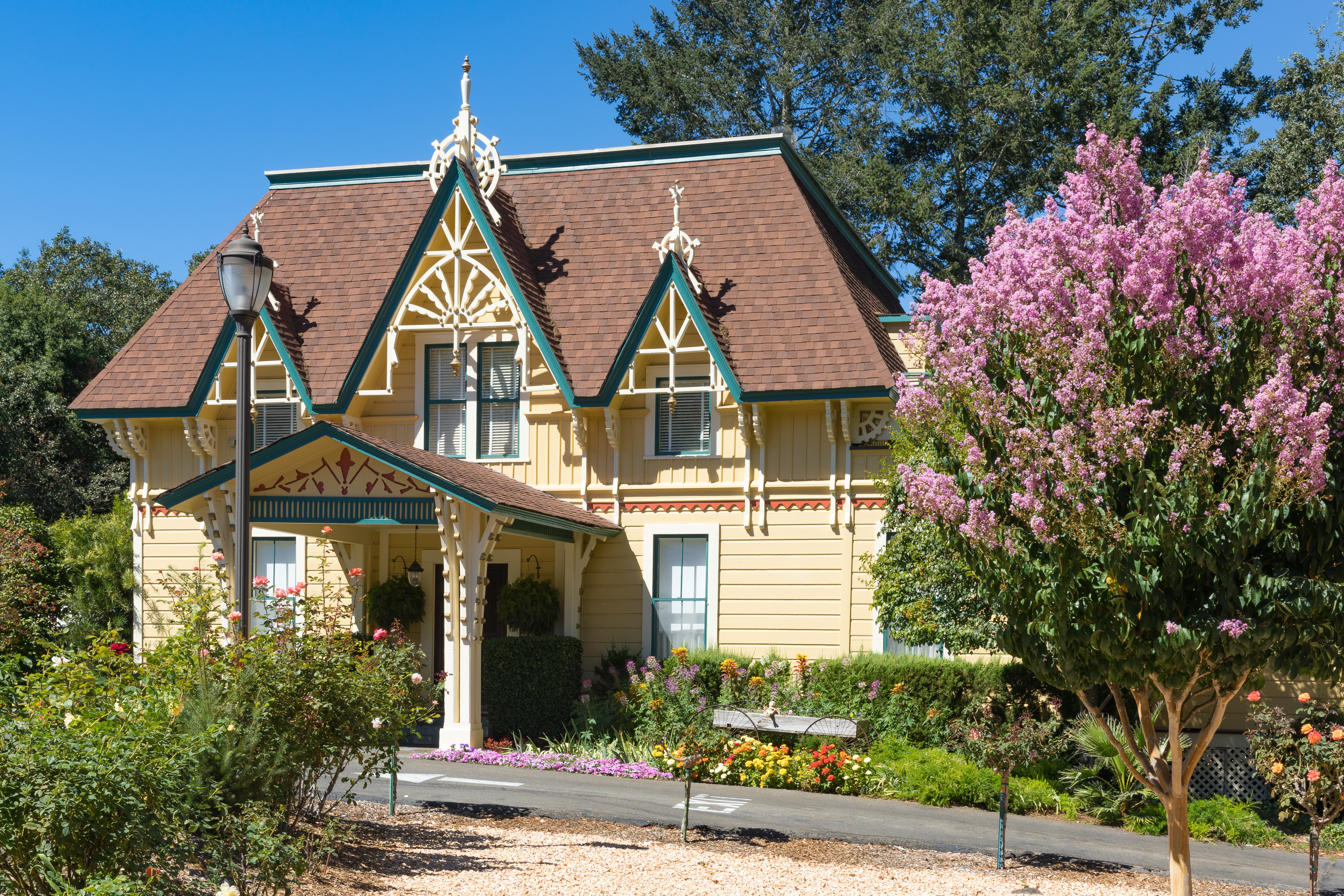
Die zweistöckige Remise (Carriage House)

Das Anwesen besteht aus insgesamt sieben Gebäuden, von denen fünf im National Register of Historic Places als historisch relevant aufgeführt werden. Ein im Greek-Revival-Stil errichtetes Cottage aus den 1860ern ist vermutlich das älteste Gebäude und wurde ehemals als Wohnhaus genutzt. Das Herrenhaus (engl. mansion) ist ein dreistöckiges Gebäude, das zwischen 1880 und 1881 im Stil des Second Empire gebaut wurde. Es bietet heute neun luxuriös ausgestaltete Räume zur Übernachtung. Das ebenfalls im Herrenhaus untergebrachte und seit 1999 von Küchenchef Jesse Mallgren geleitete Restaurant erhielt 2018 seinen zehnten Michelin-Stern in Folge. Die hinter dem Herrenhaus gelegene und architektonisch ähnlich gestaltete Remise (engl. Carriage House) wurde zeitgleich mit dem Herrenhaus errichtet und beherbergte ursprünglich Pferdeställe, Arbeitsräume, sowie Unterbringungsmöglichkeiten für Kutschen. Heute stehen dort weitere Zimmer für Übernachtungsgäste zur Verfügung. Zwei als „pantry“ (dt. eigentlich Speise- oder Vorratskammer) und „schoolhouse“ (dt. Schulhaus) bezeichnete einstöckige Gebäude in einfacherem Stil ergänzen das Ensemble. 